# Kościół św. Marcina w Żninie
Kościół Świętego Marcina w Żninie – jeden z trzech zabytkowych kościołów parafialnych w Żninie, w województwie kujawsko-pomorskim. Należy do dekanatu żnińskiego archidiecezji gnieźnieńskiej. Mieści się w dzielnicy Góra.

## Historia i architektura
Jest to najstarszy zabytek w mieście, pochodzi z XIV stulecia. Budowla została wzniesiona w stylu gotyckim, przebudowana i rozbudowana w XVI stuleciu. Po wyburzeniu prezbiterium nawa została przedłużona o trzecie przęsło i dzięki temu powstało nowe prezbiterium. Odbudowana została także wieża, wzniesiona na planie kwadratu, co spowodowało częściową utratę cech stylowych. 

## Wyposażenie

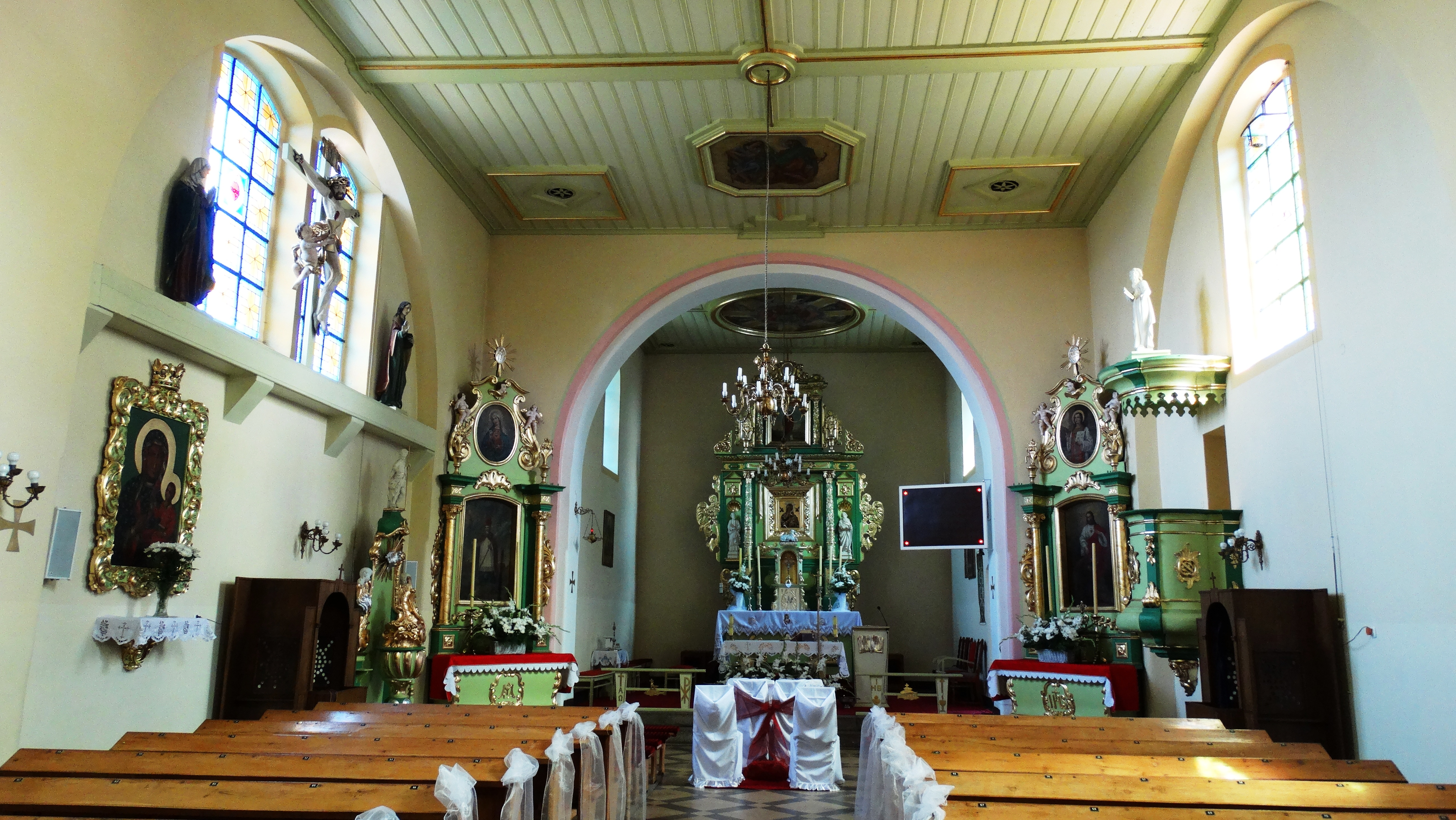
Wnętrze świątyni

Wyposażenie wnętrza pochodzi z XVII lub XVIII wieku. Ołtarz główny, wykonany w XVII stuleciu i przebudowany w pierwszej połowie XIX wieku, ozdabiają rzeźby św. Piotra i Pawła oraz obraz patrona - św. Marcina. Ołtarze boczne zostały wykonane w drugiej połowie XIX stulecia i posiadają cechy stylu neobarokowego. Na lewym ołtarzu mieści się obraz św. Benona. Dwa konfesjonały, ambona i chrzcielnica powstały w drugiej połowie XIX stulecia, posiadają cechy stylu rokokowego. Wczesnobarokowa Grupa Ukrzyżowania pochodzi z XVII wieku, natomiast posąg św. Katarzyny z Sieny z końca XVII stulecia.